# Procés de Bessel

Tres realitzacions dels processos de Bessel.

En matemàtiques, un procés de Bessel, que rep el nom de Friedrich Bessel, és un tipus de procés estocàstic.

## Definició formal
El procés de Bessel d'ordre n és el procés de valor real X donat (quan n ≥ 2) per
{\displaystyle X_{t}=\|W_{t}\|,}
on ||·|| denota la norma euclidiana en Rn  i W és un procés de Wiener n-dimensional (moviment brownià). Per a qualsevol n, el procés de Bessel n -dimensional és la solució de l'equació diferencial estocàstica (SDE)
{\displaystyle dX_{t}=dW_{t}+{\frac {n-1}{2}}{\frac {dt}{X_{t}}}}
on W és un procés de Wiener unidimensional ( moviment brownià ). Tingueu en compte que aquest SDE té sentit per a qualsevol paràmetre real {\displaystyle n} (tot i que el terme de deriva és singular a zero).

## Notació
Una notació per al procés de Bessel de dimensió n començat a zero és BES0(n).

## En dimensions específiques
Per n ≥ 2, el procés de Wiener n -dimensional iniciat a l'origen és transitori des del seu punt de partida: amb una probabilitat, és a dir, X t > 0 per a totes les t > 0. És, però, recurrent veïnal per al n = 2, és a dir, amb probabilitat 1, per a qualsevol r > 0, hi ha t arbitràriament grans amb X t < r ; d'altra banda, és realment transitori per a n > 2, és a dir que X t ≥ r per a tots els t prou grans.
Per n ≤ 0, el procés de Bessel s'inicia normalment en punts diferents de 0, ja que la deriva cap a 0 és tan forta que el procés s'encalla a 0 tan aviat com arriba a 0.

### Relació amb el moviment brownià
Els processos de Bessel 0 i 2-dimensionals estan relacionats amb els temps locals del moviment brownià mitjançant els teoremes de Ray-Knight.
La llei d'un moviment brownià prop de l'extrema x és la llei d'un procés de Bessel tridimensional (teorema de Tanaka).